# عاكف نجم
عاكف نجم (1960 )، ممثل أردني. عرف بمشاركته في العديد من الادوار في المسلسلات الأردنية والعربية وايضا في الدبلجة لبعض مسلسلات الكرتون، أحد أشهر الادوار الكوميدية هو دوره في مسلسل عطية. تخرج من أكاديمية الفنون بالقاهرة عام 1984.
شارك في عدة أعمال تليفزيونية مهمة، مثل: (طيور بلا أجنحة) 1984، (الدرب الطويل) 2000، (الحجاج) 2003، (قمر بني هاشم) 2008، (معاوية والحسن والحسين) 2011، سمرقند 2016.. وغيرها.

## أعماله

### في الإخراج[1]
- فيلم «الدوار التاسع»، 2007
- فيلم «ملامح ملونة»، 2001.
- فيلم «نداء قلب»، 1999

### في التمثيل
- مسلسل حياه سعيده.
- مسلسل شوق الرهف.
- مسلسل الكحتوت.
- مسلسل الجرح والبلسم.
- مسلسل الدرب الطويل.
- مسلسل كن صديقي.
- مسلسل الحجاج.
- مسلسل سر النوار.
- مسلسل الهجير.
- مسلسل الفرداوي.
- مسلسل دعاة على أبواب جهنم.
- مسلسل العنود.
- مسلسل الحب في الهايد بارك.
- مسلسل بلقيس.
- مسلسل شهرزاد.
- مسلسل الطريق الوعر.
- مسلسل قمر بني هاشم.
- مسلسل الطريق إلى كابل.
- مسلسل راعية الوضحا الغربية.
- مسلسل كريمة.
- مسلسل نداء قلب.
- مسلسل ملامح ملونه.
- مسلسل الدوار التاسع.
- مسلسل الإمام أحمد بن حنبل بدور الإمام الشافعي.
- مسلسل فتح الأندلس
- مسلسل الحنين إلى الرمال
- فيلم حياة الماعز

### الدبلجة
- المسلسل البرازيلي "معا إلى الأبد" أداء صوت أدريانو (1993)
- مسلسل مانويلا بدور رودي
- مسلسل روابط الحب: أوسفالدو
- مسلسل روزاليندا بدور البطل فرناندو خوسيه [2]
- مسلسل سبايدرمان بدور سبايدر مان (بيتر باركر)
- مسلسل جوهرة القصر بدور الملك سونغ جونغ ملك جوسون.